# 免费

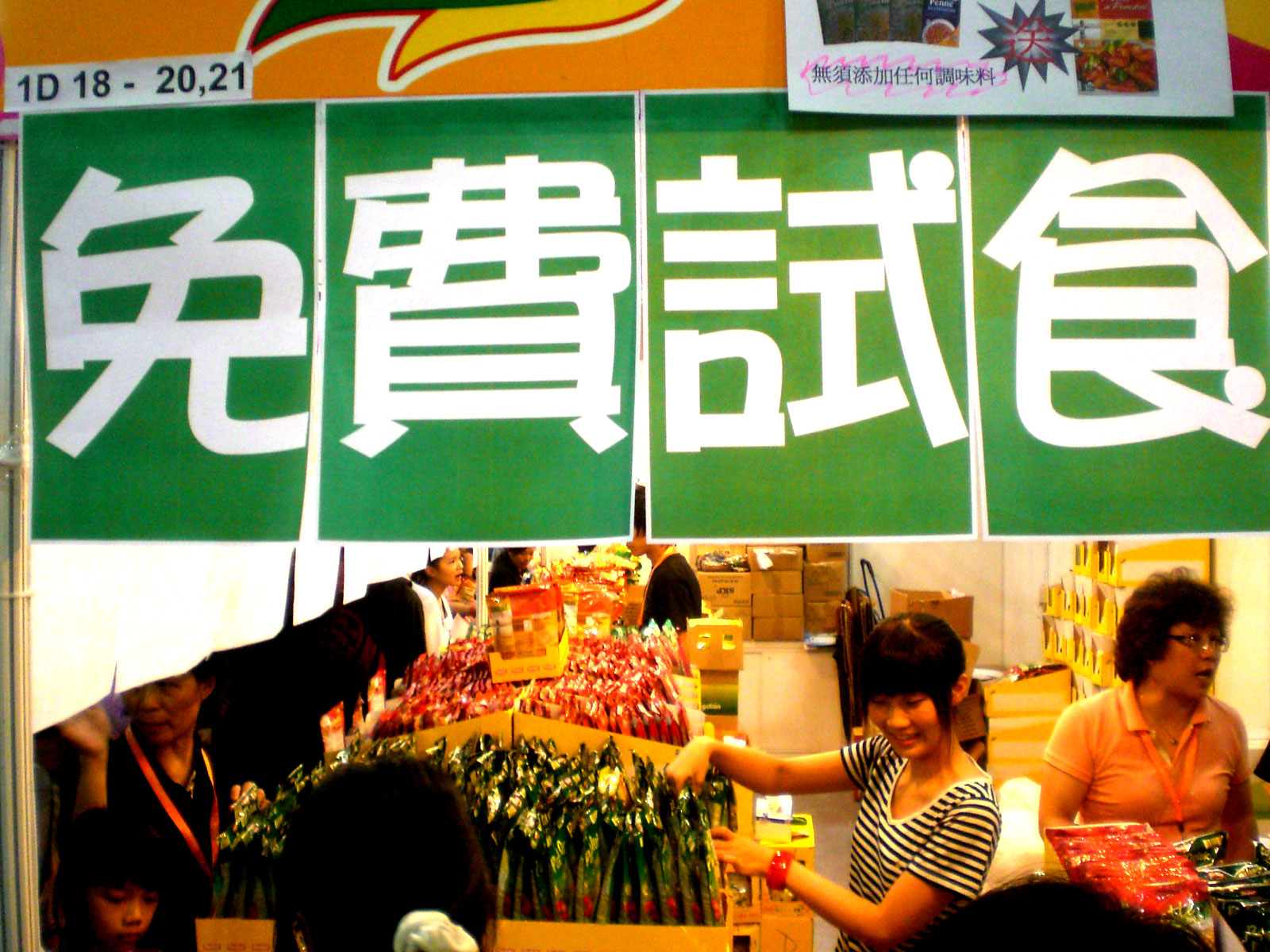
免費試吃是一種宣傳食品的手法

免费，即指不須付出任何私人財產，如金錢或財物，而能夠獲得一些服務或物品。

## 意義
- 免費通常是商家銷售的噱頭，指讓人免費試食、試用，以獲得顧客的信任。通常被認為是廣告手段，只是目前的價值未體現出來，真正的價值會體現在所銷售的商品之中。
- 公益活動中免費派發物品，提供物資給低層人士。

在互联网时代中，以电脑字节为基础的经济学，其边际成本为0；换言之，一款APP，100人付费足以替代成本，那么一千个人，一万个人，其实其成本是0

## 例子
在现实世界裡，有很多物品或服務也是免費的，如︰
- 免費報紙，如香港的《都市日報》，以及台灣的《爽報》和《Upaper》
- 免費電郵，如 Gmail 和 Hotmail
- 免費軟件，如 Google雲端硬碟
- 附送商品，以增加銷量
- 公眾 WiFi 熱點

## 外部連結
- 免費資源網路社群 （页面存档备份，存于）